# Pablo Daniel Osvaldo
Pablo Daniel Osvaldo (Buenos Aires, 12 de gener de 1986) és un exfutbolista argentí nacionalitzat italià. La seva posició dins del terreny de joc era de davanter.
Va iniciar la seva trajectòria al Lanús, del qual va ser traspassat al Banfield i posteriorment al CA Huracán. Des d'aquest equip va fer el salt a Europa en fitxar per l'Atalanta BC italià. Després de ser cedit a la US Lecce va fitxar per l'Fiorentina on hi restà dues temporades abans de ser traspassat al Bologna FC.
L'hivern del 2010 fou cedit al RCD Espanyol, club que es reservà una opció de compra a final de temporada, i es convertí en el màxim golejador de la temporada, amb set gols. El 31 d'agost de 2010 l'Espanyol executa la seva opció a compra de tots els drets i passa a ser jugador del club a tots els efectes per a 5 temporades, i el 25 d'agost de 2011, el club fa oficial el traspàs d'Osvaldo a l'AS Roma per 15 milions d'euros fixes i 2,5 variables.
Va anunciar la seva retirada l'1 de setembre de 2016.

## Internacional
El 9 de novembre de 2007 Osvaldo, que té la doble nacionalitat italiana i argentina, va acceptar la convocatòria de Pierluigi Casiraghi per a formar part de la selecció italiana sub-21.